# Boudy-de-Beauregard
 Boudy-de-Beauregard  là một xã thuộc tỉnh Lot-et-Garonne trong vùng Nouvelle-Aquitaine phía tây nam nước Pháp. Xã này nằm ở khu vực có độ cao từ 82-156 mét trên mực nước biển.